# تریپتان (خانواده دارویی)
تریپتان‌ها خانواده ای از داروهای مبتنی بر تریپتامین هستند که به عنوان داروی قطع‌کننده در درمان میگرن و سردردهای خوشه‌ای استفاده می‌شوند. این کلاس دارویی برای اولین بار در دهه ۱۹۹۰ معرفی شد. اگرچه در درمان سردردهای فردی مؤثر هستند، اما درمان پیشگیرانه ارائه نمی‌کنند و به عنوان یک روش درمانی در نظر گرفته نمی‌شوند. این داروها برای درمان سردرد تنشی مؤثر نیستند، مگر در افرادی که میگرن را نیز تجربه می‌کنند. تریپتان‌ها انواع دیگر درد را تسکین نمی‌دهند.
داروهای این دسته به عنوان آگونیست گیرنده‌های سروتونین 5-HT1B و 5-HT1D در رگ‌های خونی و انتهای عصبی در مغز عمل می‌کنند. اولین تریپتان بالینی موجود سوماتریپتان بود که از سال ۱۹۹۱ به بازار عرضه شد. تریپتان‌ها تا حد زیادی جایگزین ارگوتامین‌ها شده‌اند، دسته قدیمی‌تری از داروهایی که برای تسکین میگرن و سردردهای خوشه‌ای استفاده می‌شوند.
| سوماتریپتان   | ریزاتریپتان | naratriptan  |
| eletriptan    | donitriptan | almotriptan  |
| فروواتریپتان  | avitriptan  | زولمیتریپتان |
| ال‌وای-۳۳۴٬۳۷۰ | ال-۶۹۴٬۲۴۷  |              |